# Stazione di Trinitapoli-San Ferdinando di Puglia
Stazione di Trinitapoli-San Ferdinando di Puglia vasútállomás Olaszországban, Puglia régióban, mely Trinitapoli és San Ferdinando di Puglia településeket szolgálja ki.

## Vasútvonalak
Az állomást az alábbi vasútvonalak érintik:
- Ancona–Lecce-vasútvonal

## Kapcsolódó állomások
A vasútállomáshoz az alábbi állomások vannak a legközelebb: 
- Stazione di Barletta
- Stazione di Cerignola Campagna